# Arisaema wrayi
Arisaema wrayi är en kallaväxtart som beskrevs av William Botting Hemsley. Arisaema wrayi ingår i släktet Arisaema och familjen kallaväxter. Inga underarter finns listade.